# Steenbecque
 Steenbecque  (en neerlandés Steenbeke) es una población y comuna francesa, en la región de Norte-Paso de Calais, departamento de Norte, en el distrito de Dunkerque y cantón de Hazebrouck-Sud.

## Demografía
| 1447 | 1497 | 1469 | 1485 | 1553 | 1612 |
| Para los censos de 1962 a 1999 la población legal corresponde a la población sin duplicidades (Fuente: INSEE [Consultar]) |      |      |      |      |      |